# AC Sociable
AC Sociable är en trehjulig bil tillverkad mellan 1910 och 1914 av det engelska företaget AC Cars. Sociable-modellen ersatte 1910 passagerarversionen av Autocarrier-modellen. Sociable hade liknande mekanisk uppbyggnad som Autocarrier, det vill säga trehjuligt fordon utrustad med luftkyld 1-cylindrig motor på 648 cc, kedjedrift till bakhjulet, via en vid sidan om bakhjulet placerad 2 stegad planetväxellåda. På den andra sidan av bakhjulet var bromsen placerad. I Sociable-modellen satt föraren och passageraren sida vid sida, men det fanns också en tresitig version där föraren satt bakom de två passagerarplatserna. Bilens kaross var tillverkad av björk, och vilade på en ram tillverkad av ask. A.C. Sociable räknas som en av de första så kallade motorcykelbilarna som var så populära i både Europa och USA 1910-1915. Det låga priset, £90, medförde att modellen sålde bra. Uppgifter finns som säger att omkring 1800 exemplar tillverkades av Sociable 1910-1914.